# PA-257
A  PA-257 é uma rodovia brasileira do estado do Pará. Essa estrada intercepta a Vicinal PA Jabuti e deverá interceptar a BR-163.
Está localizada na região oeste do estado, atendendo aos municípios de Santarém e Juruti.